# What is Love? (スターダストレビューの曲)
『What is Love?』（ホワット・イズ・ラブ?）は、スターダストレビュー37枚目のシングル。2000年11月29日に発売された。　

## 収録曲
全作曲：根本要　編曲：光田健一　
1. What is Love?
作詞：根本要　
テレビ東京系新世紀ワイド時代劇『宮本武蔵』主題歌
2. JOY OF LOVE
作詞：スターダストレビュー
3. What is Love?（Instrumental）